# Mundurek szkolny

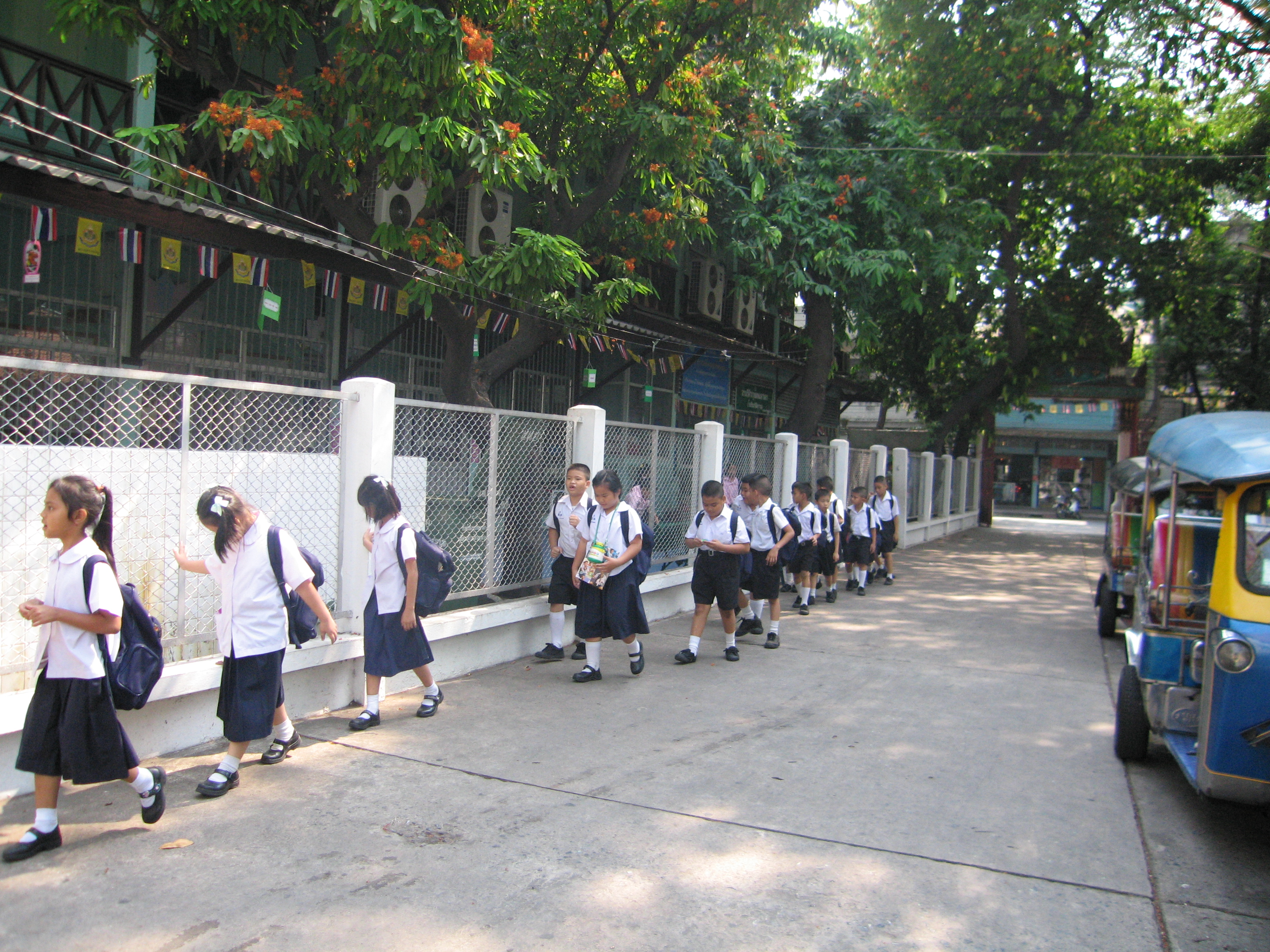
Uczniowie jednej ze szkół w Bangkoku

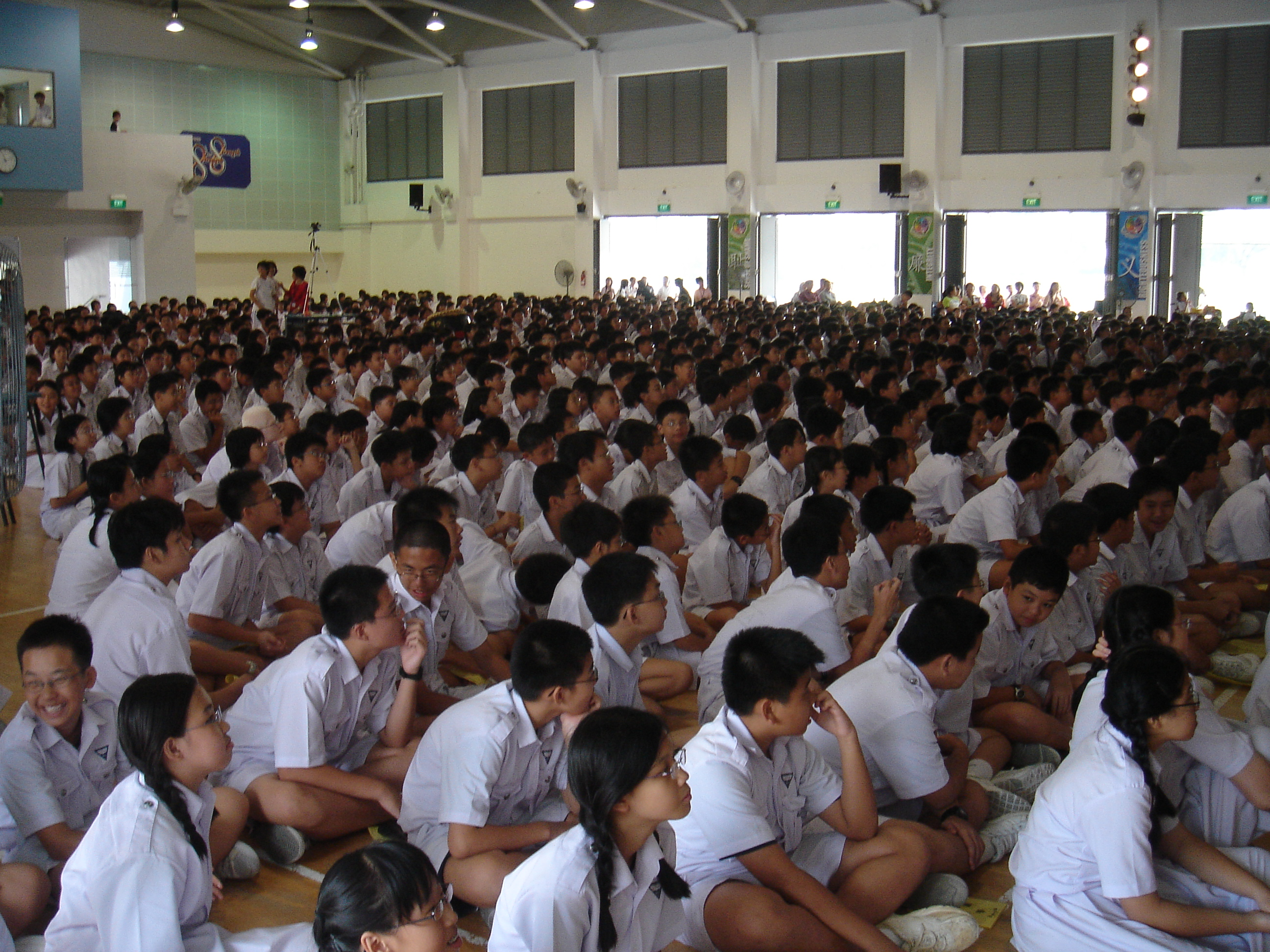
Ponad tysiąc uczniów w mundurkach podczas apelu w jednej ze szkół średnich w Singapurze.

Mundurek szkolny – ujednolicone ubranie noszone przez młodzież szkolną. Mundurki są popularne w szkołach podstawowych i średnich w wielu krajach. Podobne do nich są ubrania noszone przez uczniów uczestniczących w szkoleniach zawodowych wyższego stopnia, na przykład przygotowując się do zawodu w służbie zdrowia.
Tradycyjnie mundurki szkolne miały spokojny i profesjonalnie wyglądający charakter. Ubrania noszone przez chłopców to często ciemne spodnie oraz jasna koszula z krawatem oraz – w chłodniejsze dni – marynarka. Mundurek dla dziewcząt może składać się z krawata, spódnicy, kiltu, spodnium, sukienki, fartuszka lub swetra oraz bluzki. Odmienność mundurków dla dziewcząt i chłopców bywała punktem spornym, wskutek czego w niektórych szkołach pozwala się uczennicom na noszenie spódnic lub spodni (chłopcy niezmiennie noszą spodnie). W niektórych rejonach świata chętnie w ramach mundurków szkolnych noszone są blezery, lub marynarki typu garniturowego.
W szkołach kontynentalnej Europy noszenie mundurków było nieobowiązkowe w szkołach publicznych, finansowanych przez państwo. Sytuacja jest odmienna w Wielkiej Brytanii i Irlandii, gdzie większość szkół państwowych wymaga od uczniów noszenia mundurków.

## Regulamin ubioru a mundurki szkolne
Regulaminy ubioru stosowane w szkołach określają, jak może ubierać się młodzież, a jak nie powinna – zakazuje się na przykład noszenia przezroczystych lub odsłaniających brzuch bluzek, ubiorów reklamujących napoje alkoholowe i papierosy, ubrań na których nadrukowane są obraźliwe sformułowania dotyczące innych uczniów lub ich rodziców, itd. Wzory mundurków szkolnych są specyficzne dla każdej placówki i w jednoznaczny sposób określają dozwolony w danej placówce ubiór.

## Mundurki w różnych krajach

### Australia

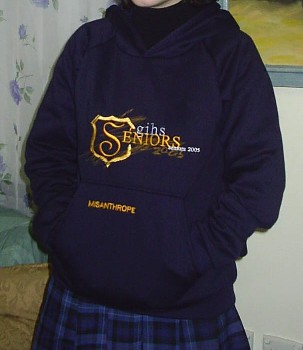
Przód bluzy australijskiej szkoły (dwunasta klasa), zdjęcie z roku 2005.

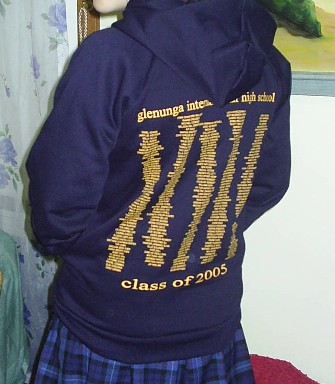
Tył bluzy 12 klasy.

Większość szkół prywatnych i część państwowych wszystkich stanów Australii ma wypracowaną politykę w sprawie obowiązkowego noszenia mundurków. Typowe elementy szkolnych mundurków dla chłopców to spodnie, krótkie spodenki, sweter oraz zapinaną na guziki koszulę lub koszulkę polo. Mundurki dziewcząt to najczęściej spódnice, spódnico-spodnie, sukienki, swetry, bluzki lub koszulki polo. Czasami elementami szkolnych mundurków dla dziewcząt są spodnie, lub krótkie spodenki. Mundurki odpowiednie dla obydwu płci mogą składać się po części z blezeru, krawata i kapelusza lub czapki. Odmienny mundurek, o charakterze sportowym, zakładany jest na lekcje wychowania fizycznego.
Mundurki w szkołach prywatnych najczęściej są bardziej oficjalne, o wiele ściślej jest również przestrzegane ich stosowanie. Zasady niektórych szkół prywatnych stanowią, że młodzież nie może opuszczać terenu szkoły w strojach gimnastycznych. Uczniów szkół prywatnych może też spotykać kara, jeśli zostaną zauważeni przez nauczyciela lub dyżurnego ucznia w miejscach publicznych (środkach komunikacji miejskiej, centrach handlowych), nieprawidłowo nosząc mundurek. W części szkół noszenie krawatów nie jest wymagane w lecie, w niektórych szkołach krawaty wymagane są przez cały rok.
Tradycją jest, że uczniowie dwunastej (lub jedenastej i dwunastej) klasy szkół australijskich noszą swetry czy blezery, przynależne tylko ich rocznikom (na plecach zazwyczaj wymienione są nazwiska osób kończących szkołę w danym roku). Niektóre szkoły wprowadziły też specjalne krawaty i blezery dla uczniów starszych klas.

### Filipiny
Mundurki są rozpowszechnione zarówno w szkołach podstawowych jak i średnich, a nawet w pewnej liczbie uczelni wyższych. W przypadku chłopców mundurek to najczęściej biała koszula (podobna do stroju o nazwie Barong Tagalog) z krótkimi rękawami plus spodnie w kolorze khaki, czarnym, lub niebieskim. Mundurek dla dziewcząt to często biała bluzka z krótkimi rękawami, wstążka, krawat oraz fałdowana spódnica – najczęściej długa, sięgająca 7-10 centymetrów poniżej kolan. Najkrótsze spódnice kończą się około 5 centymetrów pod kolanem.
W latach 70. i 80. XX wieku w skład mundurków szkolnych wchodziły najczęściej białe koszule z długimi rękawami oraz krawaty i czarne spodnie (chłopcy). Dziewczęta ubierały się w białe bluzki z długimi lub krótkimi rękawami z wstążkami oraz niebieskie fałdowane spódnice. W tamtym czasie spódnice były zwykle krótsze, sięgające najwyżej centymetr przed kolano (najdłuższe sięgały 2-3 centymetry za kolano). Z uwagi na coraz częstsze nadużycia, zasady mundurków szkolnych dla dziewcząt stały się bardziej restrykcyjne – spódnice uzyskały swoją aktualną długość w końcu lat 90. XX wieku.
W niektórych szkołach, zwykle przeznaczonych dla chłopców, do białej koszuli zakłada się płaszcz oraz krawat. Najczęściej takie wymogi stawiane są przez szkoły międzynarodowe.

### Izrael
Szkolne mundurki były w Izraelu standardowym ubiorem szkolnym we wczesnych latach istnienia państwa, lecz straciły popularność. W ostatnich latach daje się znowu zauważyć wzrost zainteresowania takim sformalizowanym ubiorem. Adwokatami przywrócenia mundurków w celu zatarcia wizualnej różnicy między dziećmi rodzin bogatszych i mniej zamożnych są zarówno nauczyciele, jak i rodzice oraz uczniowie z całego kraju.
W czasach współczesnych w ramach ubioru noszonego do szkoły uznawana jest tylko koszula z logo placówki. W lecie koszula szkolna to zwykły podkoszulek (T-shirt), zaś w zimie – ciepły sweter (ewentualnie z kapturem). Mimo że koszule traktowane są jako mundurki, mają różne kolory i pozwalają uczniom na pewien stopień dostosowania ubrania do własnej osoby, ekspresję samego siebie. Sprzedawane są za nieduże sumy, więc dostępne są także dla uczniów z mniej zamożnych rodzin.

### Japonia

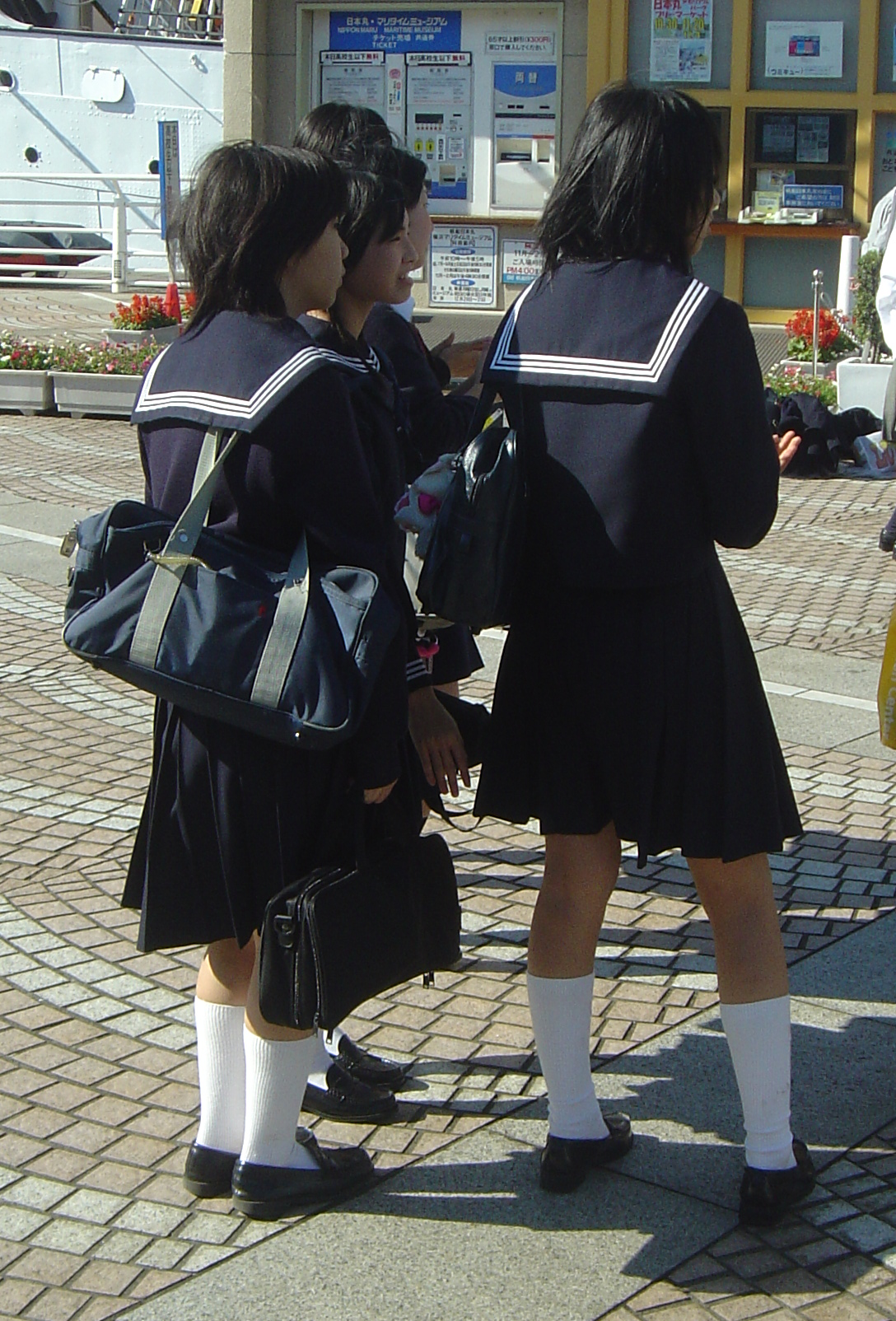
Uczennice japońskiej szkoły średniej w mundurkach marynarskich

Japonia wprowadziła mundurki szkolne w zachodnim stylu (jako część programu modernizacyjnego) pod koniec XIX wieku. Dziś mundurki są stałym elementem życia szkolnego w Japonii. Są zjawiskiem uniwersalnym zarówno w szkolnictwie państwowym jak i prywatnym, a niektóre szkoły są wysoce rozpoznawalne dzięki mundurkom, które stosowane są również przez niektóre uczelnie dla kobiet.
W wielu rejonach kraju z noszenia mundurków szkolnych zwolnieni są uczniowie szkół podstawowych. W szkołach, które wymagają noszenia określonego stroju, chłopcy ubierają się w białe koszule, krótkie spodenki i czapki. Mundurki mogą się zmieniać w zależności od pory roku, a co za tym idzie z aktualnym stanem pogody i specjalnymi okazjami.
Mundurek w szkołach ponadpodstawowych to najczęściej ubiór w stylu wojskowym dla chłopców i mundurek w stylu marynarskim dla dziewcząt. Wzorowane są one na ubiorach wojskowych z okresu Meiji, które z kolei pochodziły od europejskich mundurów marynarskich. Ubiory szkolne tego typu stosuje się jeszcze w niektórych szkołach, inne przerzuciły się na odzież w stylu zachodnich szkół parafialnych.

### Kanada
Większość szkół publicznych w Kanadzie nie wymaga od uczniów noszenia mundurków, lecz większość wprowadziła zasady zabraniające noszenia nieprzyzwoitego lub obraźliwego ubrania. W wielu rejonach Kanady znajdują się finansowane publicznie szkoły katolickie, z których wiele zakłada noszenie mundurków. Przed integracją nowofundlandzkiego systemu oświaty państwowej (co nastąpiło w końcu lat 90. XX wieku) szkoły publiczne zarządzane przez organizacje katolickie nakazywały uczniom noszenie ściśle określonych strojów (chłopcy nosili koszule i krawaty, zaś dziewczęta sukienki lub spódnice) zarówno w szkołach podstawowych jak i szkołach ponadpodstawowych (junior high). Ograniczenia nie obowiązywały w większości szkół średnich. W ciągu ostatnich kilku lat część szkół zrezygnowała z obowiązku noszenia przez uczennice spódnic i kiltów na rzecz spodni oraz spódnico-spodni. Alternatywnie nosi się połączenie spódnicy z wszytymi pod spód dla zachowania skromności szortami, lub spodenkami kolarskimi. Górną część ubioru uczennic stanowi koszula lub koszulka golfowa oraz sweter. Zarówno chłopcy jak i dziewczęta noszą spodnie w kolorze szarym lub khaki.

### Korea Południowa
We wszystkich szkołach średnich Korei Południowej uczniowie noszą ubiory o nazwie "교복" (校服, Gyobok). W niektórych prywatnych szkołach podstawowych i przedszkolach oraz w prawie wszystkich szkołach średnich (prywatnych i publicznych) wprowadzono mundurki, istnieją też ścisłe zasady nakazujące ich (prawidłowe) noszenie.
W czasach współczesnych mundurki szkolne uważane są za typowy ubiór dzieci w wieku szkolnym, gdyż noszone są praktycznie przez cały dzień.

### Malezja
Malezja wprowadziła obowiązkowe mundurki szkolne w XIX wieku, które obowiązywały również po czasie, kiedy kraj uzyskał niepodległość. Dziś mundurki szkolne są prawie zupełnie wszechobecne w szkolnictwie publicznym i prywatnym. Aktualnie mundurki szkolne są obowiązkowe dla uczniów szkół państwowych. Mają następującą formę:
- Szkoła podstawowa
  - Chłopcy
    - Biała koszula
      - Granatowe szorty (popularniejsze) lub
      - Granatowe spodnie

  - Dziewczęta
    - Granatowy fartuszek noszony na białej koszuli lub
    - biała baju kurung (długa tunika zakrywająca ramiona) noszona na wierzchu długiej granatowej spódnicy

- Szkoła średnia
  - Chłopcy
    - Biała koszula
      - Oliwkowe szorty lub
      - Oliwkowe spodnie (popularniejsze)

  - Dziewczęta
    - Turkusowy fartuszek noszony na białej koszuli (od 1. do 5. klasy) lub
    - Turkusowa spódnica z białą bluzką (tylko dla uczniów 6. klasy lub
    - Biała baju kurung (długa tunika zakrywająca ramiona) noszona na wierzchu turkusowej spódnicy (od 1. do 6. klasy)

Od uczniów wymagane jest też noszenie białych skarpetek oraz białych butów. Ze względu na skromność, większość szkół zakłada, że dziewczęta ubierające się w baju kurung będą dodatkowo zakładać top w neutralnym kolorze.
Dodatkowo szkoły zwykle opracowują "tarcze", które uczniowie muszą nosić przyszyte do mundurków. W niektórych szkołach wymagane jest również od uczniów, by na ich mundurkach znajdowała się naszywka z imieniem. W starszych klasach uczniowie bardzo często noszą specyficzne dla danej szkoły krawaty (oprócz uczennic ubranych w baju kurung).
W Malezji większość dziewcząt wyznania muzułmańskiego ubiera się w baju kurung. Większość z nich dodatkowo od początku szkoły średniej nosi na głowach białe szarfy. Dziewczęta innych wyznań bardzo często ubierają się w fartuszki.
Dziewczęta ubierające się w fartuszki, szczególnie w szkołach koedukacyjnych, noszą pod nimi szorty, by zapewnić sobie swobodę ruchu – fartuszki zakrywają nogi tylko do kolan. Dziewczęta ubierające się w baju kurung nie noszą pod tuniką szortów, gdyż długi ubiór zakrywa całe nogi.
Szkoły publiczne mają możliwość ustalania specjalnych strojów dla uczniów odpowiedzialnych za dyscyplinę, bibliotekarzy, itd. w zależności od potrzeb.
Ustaleniom podlegają również fryzury uczniów i to zarówno ze strony samych szkół, jak i Ministerstwa Edukacji. Szkoły nie pozwalają uczniom na farbowanie włosów. W przypadku chłopców najczęściej stosuje się maksymalną dopuszczalna długość włosów, na przykład na kilka centymetrów ponad kołnierzyk, bez baczków. Często zakazane jest stosowanie żelu do włosów, by przeciwdziałać ekstrawaganckim fryzurom. Dziewczętom z długimi włosami nakazuje się, by były one spięte, najczęściej w koński ogon. W niektórych szkołach dozwolone jest używanie akcesoriów do fryzur określonego typu i koloru. W niektórych szkołach, na przykład Jit Sin w mieście Penang, dziewczęta nie mogą w ogóle nosić długich włosów.
Szkoły najczęściej ściśle egzekwują wymóg noszenia mundurków – mundurki są sprawdzane przez nauczycieli i uczniów odpowiedzialnych za dyscyplinę. Uczniowie wyłamujący się z nakazów mogą otrzymać ostrzeżenie, punkty przewinień, odesłani do domu, lub nawet ponieść karę cielesną.
W większości malezyjskich szkół prywatnych obowiązują mundurki, odrębne dla każdej placówki i zależne od tego, kto jest właścicielem szkoły. Większość uczniów nosi koszulki polo w barwach szkoły, a uczennice ubierają się w spódnice zamiast fartuszków. Akceptowane jest również noszenie baju kurung.

### Malta
Wszystkie maltańskie szkoły wymagają noszenia mundurków. Bardzo często przypominają one wzorzec brytyjski – spódnica, bluzka, krawat w barwach szkoły, blezer, ciemne rajstopy i zawiązywane buty w przypadku dziewcząt. Chłopcy noszą spodnie, zaś młodsze dziewczęta sukienki.
Podobnie jak w Wielkiej Brytanii, uczniowie powyżej szesnastego roku życia uczęszczający do szóstej klasy nie muszą zakładać mundurków.

### Niemcy
Mundurki szkolne nie mają w Niemczech długiej historii i są praktycznie nieznane.
Od XVI wieku uczniowie, szczególnie szkół ponadpodstawowych, liceów i podobnych instytucji, podporządkowani bywali zasadom nakazującym skromne i niekrzykliwe ubranie. W wielu przypadkach zasady te stanowiły część ogólniejszych norm ubioru dotyczących danej klasy społecznej. Obowiązkowym, szeroko akceptowanym elementem podkreślającym status ucznia szkoły średniej był niebieski płaszcz, który wyszedł z użytku w drugiej połowie XVIII wieku. W czasach bardziej współczesnych, mundurki szkolne istniały właściwie tylko w szkołach klasztornych oraz prywatnych szkołach z internatami. Zdarzało się, że nadchodzące trendy mody wprowadzały pewnego rodzaju standard do ubioru szkolnego – choćby w przypadku tzw. czapek studenckich (Schülermützen), które stały się popularne w latach 80. XIX wieku i utrzymały swój status do czasu zakazania ich noszenia przez nazistów. Noszenie czapek tego typu popierane było zarówno przez nauczycieli jak i uczniów, czasami nawet zyskiwało status obowiązkowego nakrycia głowy, lecz nigdy nie odbyło się to na skalę kraju, lub pojedynczego landu. Inny przykład to mundury marynarskie, które zyskały popularność pod koniec XIX wieku, lecz również nie stały się ubiorem obowiązkowym.
Naziści zakazali noszenia czapek studenckich, które stanowiły ostatni element (nawet nieoficjalnie pojmowanego) stroju uczniowskiego. Motywacją był tutaj fakt, że czapki sugerowały, że w społeczeństwie istnieją klasy. W roku 1936 wprowadzono jednak obowiązek przynależności do umundurowanej organizacji Hitlerjugend. Mundury noszone były w szkołach Adolfa Hitlera oraz w Narodowych Instytutach Edukacji Politycznej (Napola). Uczniowie chodzący dodatkowo do innych szkół mogli nosić mundury Hitlerjugend według własnego uznania.
W czasach najnowszych podejmowano dyskusję nad wprowadzeniem do szkół mundurków, lecz samo słowo "mundurek" zastępowano terminami pokroju "ubiór szkolny". Ubiory szkolne wprowadzono w niewielkiej liczbie szkół, na przykład w Hamburgu-Sinstorfie (rok 2000), czy we Friesenheim oraz Haag in Oberbayern w roku 2005. W tych przypadkach szkolny strój składa się z zestawu koszul, swetrów, itd. zaprojektowanych zgodnie ze współczesnymi trendami mody. Praktycznie nigdy nie proponuje się noszenia mundurków szkolnych w klasycznej formie.

### Nowa Zelandia
Wiele nowozelandzkich szkół średnich (obydwu poziomów) przyjęła brytyjski system mundurków. Najczęściej w ich skład wchodzą kombinacje następujących elementów: "oficjalny" sweter szkoły, marynarka i krawat, szara lub biała koszula, spodnie lub szorty, a w wielu szkołach tylko dla dziewcząt, kilty. Blezery i marynarki mają różne kolory, w zależności od szkoły – ciemno- lub jasnoniebieskie, szare, purpurowe, szkarłatne, zielone, lub czarne. Niektóre z ubiorów szkolnych kopiują brytyjską zasadę umieszczania na krańcach klap i przodów marynarek wstawek w kontrastowych kolorach. Noszenia czapek i innych nakryć głowy zaniechano w latach 70. XX wieku.
Zezwolenie na noszenie długich spodni w miejsce szortów często oznacza przejście z klas młodszych do starszych. W niektórych szkołach uczniowie starszych klas mogą nosić ubrania "cywilne". Przyjęte jest, szczególnie w szkołach dla chłopców, by do szortów uczniowie nosili długie, sięgające kolan skarpetki w kolorach szkoły.
W latach 80. i 90. XX wieku tendencją było zastępowanie mundurków tańszymi i bardziej "nowoczesnymi" ubraniami – koszulkami polo, bluzami z polaru – lub całkowita rezygnacja z nich na rzecz stroju cywilnego. W ostatnich czasach trendy te wydają się cofać i tylko niewielka liczba szkół całkowicie porzuciła mundurki. Szkoły średnie pozwalają uczennicom decydować, czy chcą chodzić w spódnicach, czy spódnico-spodniach i ewentualnie szortach. W niektórych szkołach dla dziewcząt nosi się granatowe spódnice (nie krótsze niż do kolana) i białe bluzki (długie w zimie, krótkie w lecie).

### Polska

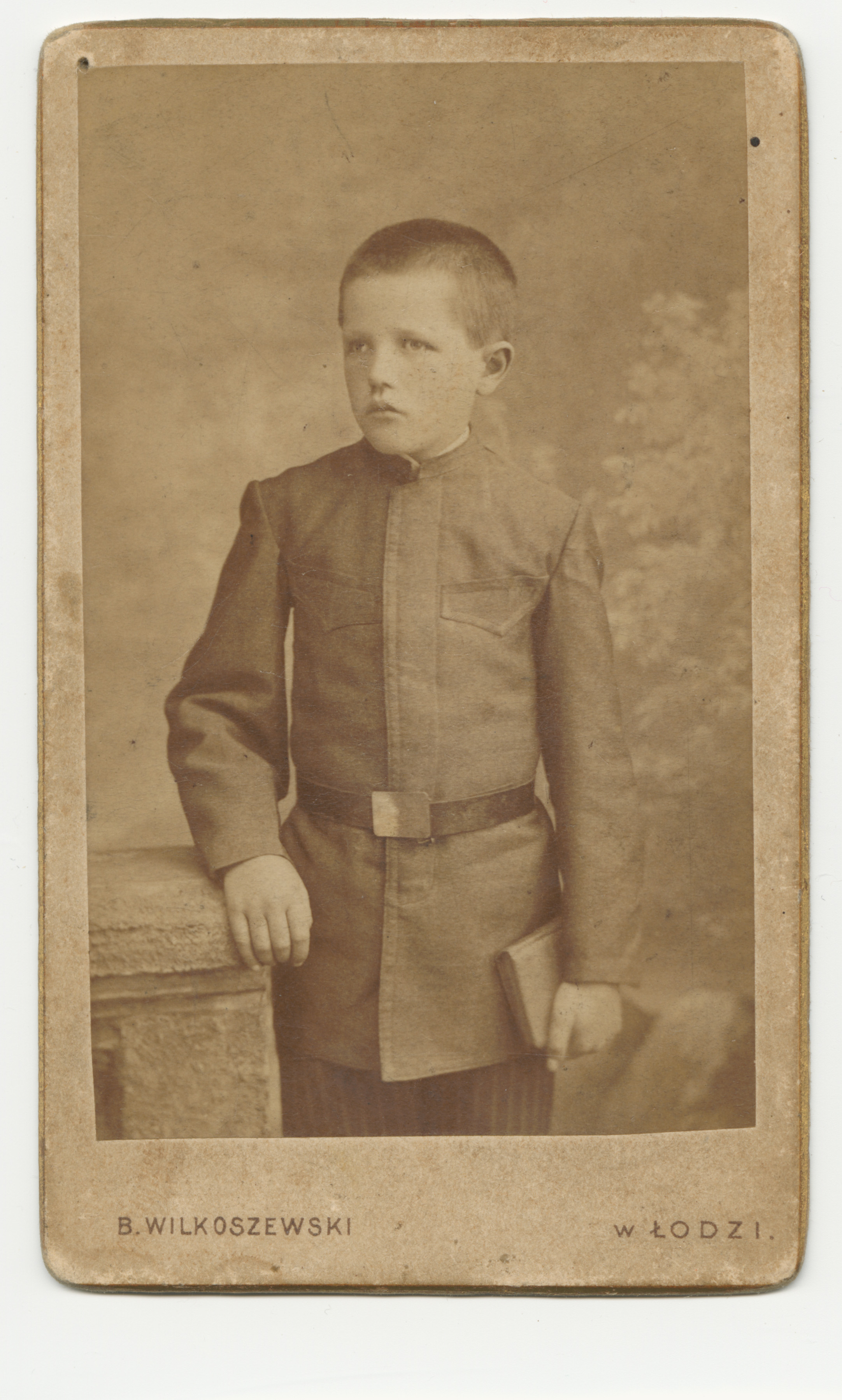
Chłopięcy mundurek szkolny z początku XX wieku, Łódź, zabór rosyjski. Fotografia wykonana w zakładzie Bronisława Wilkoszewskiego

Mundurki szkolne istniały w Polsce od dawna. Na początku XX w. na dziewczęcy strój szkolny składała się granatowa bluzka z białym kołnierzem i plisowana spódnica do połowy łydki. Stroje chłopięce przypominały krojem wojskowe mundury ze sztywnym, krochmalonym białym kołnierzykiem. Dodatkowo dziewczęta nosiły na głowach kapelusze.
W okresie międzywojennym wygląd mundurka szkolnego regulowały przepisy danej szkoły. Strój dziewczęcy często składał się ze spódniczki układanej w fałdy, bluzki z tego samego materiału z mankietami i wypustkami i białym kołnierzykiem. Do tego granatowy beret. Zbliżony strój obowiązywał np. w Gimnazjum im. Elizy Orzeszkowej w Wilnie: granatowa, plisowana spódniczka, granatowa bluzka (od święta biała) i alpakowy fartuszek na ramiączkach skrzyżowanych na plecach. W żeńskim Gimnazjum im. Unii Lubelskiej w Lublinie mundurkiem była sukienka zapinana na guziki, z długimi rękawami, paskiem, kieszeniami i białym kołnierzykiem, na głowie furażerka, a później beret. Pończochy wyłącznie ciemne. Regulacji podlegał też ubiór pozaszkolny, uczennice były zwolnione z określonego w przepisach stroju tylko w wakacje – we wspomnianym lubelskim gimnazjum w dni powszednie obowiązywał mundurek bądź granatowy lub czarny fartuszek, w świąteczne biała bluzka i granatowa spódnica. Palta wyłącznie granatowe. Reforma jędrzejewiczowska (lata 1932–33) wprowadziła obowiązek noszenia tarczy szkolnej.
Po II wojnie najbardziej charakterystycznymi atrybutami uczennic były granatowe fartuszki przed kolano z białym kołnierzykiem, granatowe płaszcze i berety. Chłopcy nosili garnitury w kolorze ciemnoniebieskim. Taki strój obowiązywał przez cały rok szkolny, nie tylko w szkole; zwolnienie z obowiązku jego noszenia obowiązywało dopiero w wakacje.

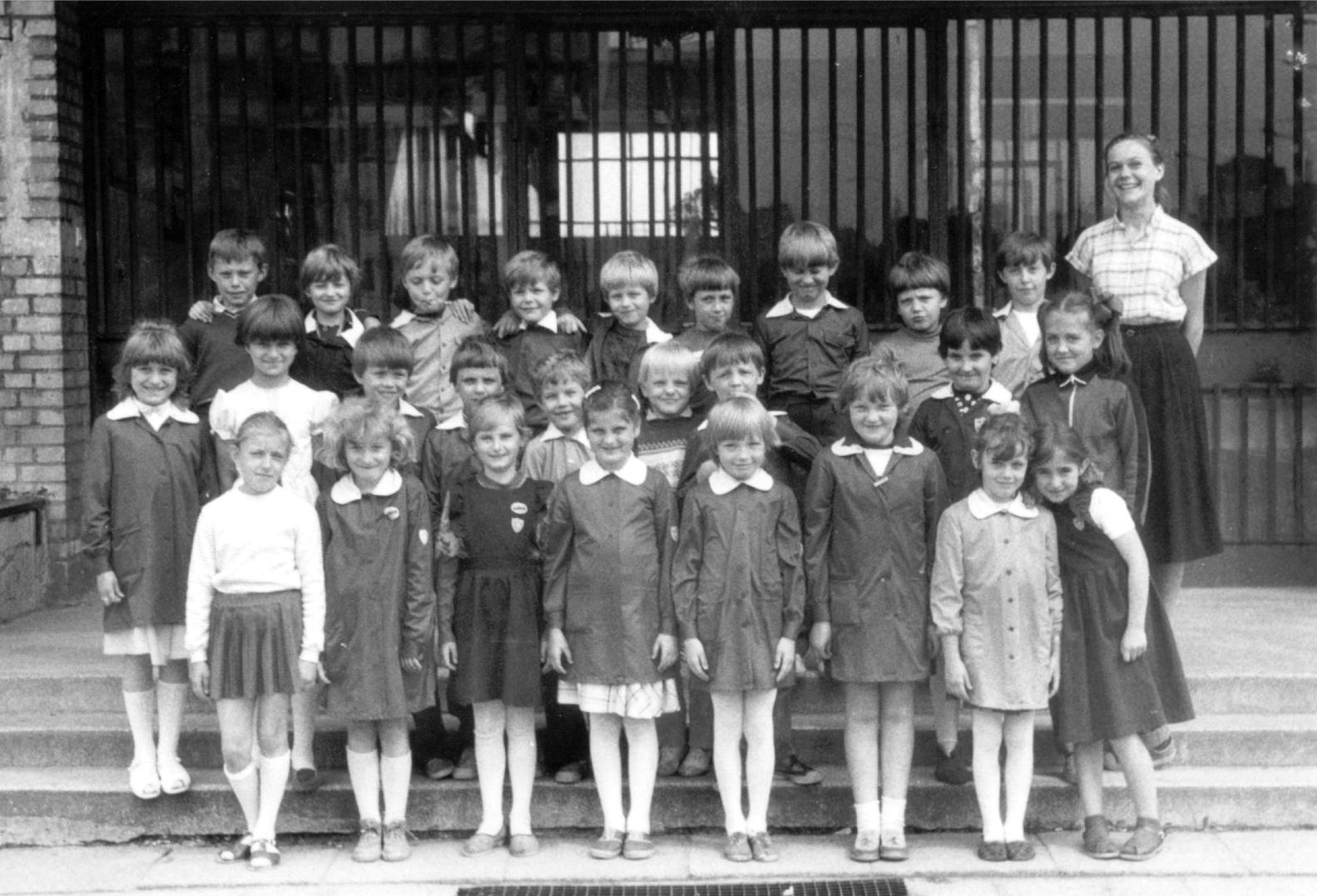
Dzieci w fartuszkach szkolnych; pierwsza połowa lat 80.

W późniejszym okresie PRL fartuszki szyte były z czarnego materiału typu "podszewka", później z włókien syntetycznych (np. nonajron) najczęściej w kolorze granatowym, czasem bordo. Istniały jeszcze tzw. krzyżaczki czyli dziewczęce fartuszki na ramiączkach krzyżujących się na plecach. Fartuszek chłopięcy przypominał krojem kurtkę "pilotkę" z dwiema kieszonkami na piersi. Dziewczęcy mundurek był dłuższy, ściągnięty paskiem w talii. Wspólnym elementem był biały kołnierzyk przypinany na guziczki. W pierwszych latach 80. XX wieku, z powodu kryzysu i trudności z nabyciem fartuchów, w wielu szkołach zaniechano wymagania jednolitego stroju szkolnego. W niektórych szkołach podstawowych takie fartuchy funkcjonowały do końca lat 80.
Do pomysłu reaktywacji mundurków powrócił minister Roman Giertych. W przemówieniu radiowym z okazji inauguracji roku szkolnego 2006/07 powiedział:

Serdecznie zachęcam dyrektorów do wprowadzania jednolitego stroju dla uczniów. Mundurki szkolne nie tylko zwiększą bezpieczeństwo w szkołach i wprowadzą ład w ubiorze, ale jestem pewien, że staną się piękną tradycją i dumą każdego ucznia.

Jesienią 2006 zapowiedział, że w ramach programu "Zero tolerancji dla przemocy w szkole" o wprowadzaniu mundurków będą decydować dyrektorzy szkół. W rozporządzeniu z 9 lutego 2007 w sprawie ramowych statutów publicznego przedszkola oraz publicznych szkół mowa była jedynie o "schludnym wyglądzie" i "odpowiednim stroju", jednak komisja sejmowa pracująca nad ustawą o systemie oświaty zaproponowała przymus mundurkowy. Sejm odrzucił poprawkę komisji; przyjął ją dopiero Senat. Według znowelizowanej ustawy o systemie oświaty z 11 kwietnia 2007 "jednolity strój" miał obowiązywać w podstawówkach i gimnazjach. W szkołach ponadgimnazjalnych o wprowadzeniu mundurków decydował dyrektor.
Wygląd mundurka był ustalany lokalnie, co spowodowało, że panowała duża różnorodność stałych strojów w różnych szkołach. W większości szkół "mundurkiem" była jedynie kamizelka lub koszulka wprowadzona jedynie po to, aby wypełnić wymóg zapisany w ustawie.
Nowelizacja ustawy z dnia 13 czerwca 2008 o systemie oświaty zniosła obowiązkowe mundurki i pozostawiła swobodę decyzji w tej sprawie szkolnej społeczności.

### Portoryko
W Portoryko istnieje wprowadzona przez Departament Edukacji zasada nakazująca wszystkim uczniom noszenie mundurków, z wyjątkiem sytuacji o podłożu medycznym. Prawie wszystkie szkoły prywatne również wymagają noszenia mundurków.

### Stany Zjednoczone
W większości amerykańskich szkół publicznych mundurki nie są wymagane, choć spora część placówek oświatowych wprowadziła regulaminy regulujące dozwolone ubrania. Ograniczenia najczęściej dotyczą długości spódnic oraz odkrywania ciała. Najczęściej zakazane są ubrania z rozdarciami lub dziurami, odkrywanie bielizny oraz odzież obsceniczna, nasuwająca skojarzenia z gangami, itd. Niektóre z wprowadzonych kodeksów ubioru jednoznacznie określają, jaka odzież może być zakładana na górną połowę ciała (na przykład muszą to być ubrania z kołnierzykami) oraz dolną część ciała (na przykład musi być ona w kolorze khaki). Dozwolone kolory najczęściej są barwami szkoły. Ostatnimi czasy zanotowano zwiększoną ilość przypadków wymagania przez szkoły wszystkich szczebli mundurków (patrz niżej). Najczęściej, mimo zróżnicowania wzornictwa mundurków szkolnych, istnieje kanon dozwolonych części odzieży, na przykład:
- spodnie
- koszula z kołnierzykiem (o różnym kroju)
- szorty
- spódnica
- spódniczko-szorty
- sukienka
- spódnico-spodnie

Według amerykańskiej organizacji zrzeszającej dyrektorów szkół podstawowych (National Association of Elementary School Principals, NAESP), odsetek amerykańskich szkół publicznych wymagających od uczniów noszenia mundurków wzrósł z 3% w roku 1997 do około 21% w roku 2000.
Mundurki szkolne są dosyć popularne w amerykańskich prywatnych szkołach podstawowych, szczególnie w placówkach katolickich. Mimo że wiele wzorów mundurków w szkołach prywatnych przypomina mundurki szkół państwowych, istnieją przypadki, w których szkoła wymaga bardziej oficjalnego ubioru, podobnego do brytyjskiego – blezerów i krawatów. Czasami w zastępstwie spódnic pojawiają się spódnico-spodnie, szczególnie w prywatnych szkołach episkopalnych oraz nie podlegających parafiom.
W roku 1994 Long Beach Unified School District w Kalifornii Południowej wymagał noszenia mundurków od wszystkich uczniów szkół podstawowych i średnich. Zapoczątkowało to trend wprowadzania takich ubrań do wszystkich publicznych szkół podstawowych, szczególnie w miejskich okręgach szkolnych. Prezydent Bill Clinton wspomniał o podejmowanych przez LBUSD wysiłkach w raporcie o stanie państwa z roku 1996. Przyjęcie przez poszczególne szkoły lub jednostki terytorialne polityki noszenia mundurków szkolnych (lub opcjonalnie "zunifikowanych regulaminów ubierania się", nie tak rygorystycznych jak wprowadzanie mundurków, pozwalających na pewną swobodę w doborze odzieży) motywowane było chęcią wyeliminowania ubrań definiujących poszczególne młodzieżowe gangi. W niektórych przypadkach wprowadzenie mundurków miało na celu zmniejszenie nacisków na rodziny, których dzieci miały kupowane droższe ubrania, by nie zostać wykluczone poza nawias społeczności szkolnej. Wprowadzenie mundurków miało też poprawiać morale uczniów oraz dopomagać w forsowaniu szkolnej dyscypliny.

### Wielka Brytania
Szkoły kształcące młodzież powyżej 16. roku życia nie wymagają od uczniów noszenia mundurków.
- Typowo noszonym w brytyjskich szkołach średnich mundurkiem jest ubiór mogący składać się z następujących elementów:
  - Blezer szkolny z naszytą tarczą placówki
  - Biała koszula wpuszczona w spodnie, z zapiętym górnym guzikiem
  - Krawat szkolny
  - Czarne, granatowe, szare lub kasztanowe spodnie lub spódnica
  - Szare lub czarne skarpetki dla chłopców, białe skarpetki dla dziewcząt
  - Rajstopy lub samonośne pończochy dla dziewcząt – w okresie zimy i chłodniejsze dni
  - Czarne buty
  - Czarny lub granatowy pulower z dekoltem w szpic lub czarny pulower z tarczą/logo szkoły
  - Okrycie zewnętrzne o odpowiednio spokojnym kroju

- Ubranie noszone podczas lekcji wychowania fizycznego to:
  - Szkolna koszulka polo z tarczą lub logo placówki, wpuszczona w dres, szorty lub sukienkę
  - Niebieskie, czarne, czerwone, zielone lub białe szorty, (kolor zależny od koloru podstawowego mundurka szkolnego), czasami z tarczą lub logo szkoły
  - Buty sportowe w przypadku dzieci każdego wieku. Czasami młodsze dzieci noszą czółenka.
  - Spódniczka sportowa lub szorty z logo szkoły (dziewczęta)
  - Szorty sportowe (dziewczęta)
  - Kostium gimnastyczny (dziewczęta)
  - Białe lub czarne skarpetki

Dodatkowo niektóre szkoły – zarówno publiczne jak i prywatne – wprowadziły średnio zaostrzone zasady dotyczące noszenia makijażu, biżuterii i "modnych" ubrań. Należy wspomnieć, że w przypadku większości szkół brytyjskich nie istnieje problem bycia wykluczonym poza nawias społeczności klasowej z powodu noszenia "niemodnych" ubrań, co jest zjawiskiem dość częstym w krajach, w których mniejszy odsetek szkół żąda od uczniów noszenia konkretnych ubrań. Wykluczeniu przez społeczność klasową podlegają tylko uczniowie, których mundurki są tanie lub utrzymane w kiepskim stanie.
W ostatnich latach w szkołach brytyjskich pojawiła się tendencja do noszenia utrzymanych w kolorach szkoły swetrów, koszulek polo i t-shirtów oraz odzieży jeszcze mniej zobowiązującej – utrzymanych w ciemnych kolorach spodni wykonanych z dżinsu, spodni roboczych, czy spodni dresowych. Trend ten postrzegany jest jako próba unowocześnienia szkolnego ubioru jak też umożliwienie odpowiedniego ubrania uczniów w tych rodzinach, które ze względu na sytuację materialną nie mogą zakupić blezerów, itd. Temperatura w klasach brytyjskich szkół wzrosła przez ostatnie 50 lat w wyniku powszechnego wprowadzenia do szkół systemów centralnego ogrzewania. Spowodowało to, że mundurki w skład których wchodziły grube swetry, blezery i koszule stały się niepraktyczne, szczególnie w miesiącach letnich, co zmusiło szkoły do zezwolenia na noszenie mniej oficjalnych ubiorów. Blezery i krawaty pojawiają się w szkołach, których władze mają na celu zapobieganie tyranizowaniu niektórych uczniów przez innych.
W wielu szkołach średnich dziewczęta noszą zamiast spódnic spodnie, lecz sytuacja ta zależy od danej placówki. Szczególnie w szóstym roku nauki, szkoły zezwalają uczennicom na noszenie w miesiącach letnich odpowiednio skrojonych szortów, modnych w Wielkiej Brytanii. Odwrotnie niż w Stanach Zjednoczonych, szkoły brytyjskie nie forsują takich samych mundurków dla chłopców i dziewcząt. Konsekwencją tego podejścia, szczególnie w szkołach, które mają prywatne źródło finansowania, uczennice znacznie różnią się ubiorem od uczniów.
Mimo że kurtka "Snorkel Parka" nigdy nie była oficjalnie częścią szkolnego mundurka, stała się bardzo popularną kurtką zimową w latach 70. i 80. XX wieku. Było to okrycie względnie tanie, które mogło być nabyte przez większość rodzin, więc spory odsetek chłopców (i mniejszy odsetek dziewcząt) chodził w takim okryciu do szkoły. Kurtka straciła popularność w latach 90. XX wieku, lecz odzyskała ją w następnym dziesięcioleciu, choć nie w takim samym stopniu.
W obszarach, w których mieszka większa liczba obywateli wyznania muzułmańskiego, wiele szkół zezwala uczennicom na noszenie ubrań podkreślających ich wyznanie, bardzo często jednak wymagając, by były to ubrania w kolorach szkoły. W zależności od stopnia religijności danego ucznia oraz od gotowości szkoły na poczynienie ustępstw w stosunku do przedstawicieli mniejszości religijnych, sytuacja może być niewygodna dla niektórych uczniów.
Brytyjskie kluby nocne często organizują tematyczne imprezy podczas których bywalcy lokalu muszą ubrać się w odpowiednie dla ich rozmiaru wersje szkolnych mundurków. Taki sposób wykorzystywania ubiorów młodzieży i dzieci budzi kontrowersje, szczególnie w kontekście spożywania przez uczestników zabawy alkoholu oraz zachowań seksualnych. Angus Young z australijskiego zespołu AC/DC bardzo często podczas występów zakłada swój mundurek szkolny.

## Skuteczność
Często dyskutowaną kwestią jest skuteczność mundurków w podnoszeniu wyników uczniów oraz poprawianiu ich nastawienia do nauki.
David L. Brunsma z Uniwersytetu Missouri oraz Kerry A. Rockquemore z Uniwersytetu Notre Dame opublikowali w „The Journal of Educational Research” badania, w których udowodnili, że wprowadzenie mundurków nie spowodowało poprawy frekwencji, ani dyscypliny. Nie wyeliminowało też problemu narkotyków. Ci sami naukowcy stwierdzili, że mundurki nie miały znaczącego wpływu na osiągnięcia w nauce, ani na nastawienie uczniów do szkoły. Na tym samym poziomie pozostały relacje grupowe, pogorszeniu jednak uległo ogólne nastawienie uczniów.

## Prawo przeciwko mundurkom w szkołach
W australijskim stanie Queensland rzecznik praw obywatelskich Fred Albietz ustalił w roku 1998 zasadę, według której szkoły publiczne w tym stanie mogą zrezygnować z konieczności wprowadzania mundurków.
W Stanach Zjednoczonych niektóre stany wprowadziły zasady według których szkoły publiczne muszą dać uczniom możliwość wycofania się z noszenia mundurków. Stan Massachusetts zabrania wprowadzania do szkół regulaminów ubioru, twierdząc, że szkoły nie mogą ograniczać przywileju uczniów do ustalania swojego osobistego wyglądu i ubrania.
W roku 1969 Sąd Najwyższy Stanów Zjednoczonych w sprawie "Tinker kontra Des Moines Independent Community School District" potwierdził prawa uczniów do ekspresji samych siebie w szkołach publicznych.